# Peter Albin Lesky
Peter Albin Lesky (* 6. Dezember 1926 in Graz; † 12. Februar 2008 in Innsbruck) war ein österreichischer Mathematiker.

## Leben
Lesky wurde in einer Lehrerfamilie geboren, sein Vater war der Altphilologe Albin Lesky. Er genoss zunächst eine humanistisch geprägte Ausbildung und absolvierte anschließend in Jugoslawien seinen Wehrdienst. 1950 schloss Lesky sein Studium der Mathematik und Physik an den Universitäten Graz und Innsbruck, wo Wolfgang Gröbner, Johann Radon und Leopold Vietoris zu seinen Lehrern zählten, mit dem Doktortitel ab. Danach war er zwei Jahre am Istituto Nazionale per le Applicazioni del Calcolo in Rom tätig, bevor er von 1952 bis 1965 als Lehrer zunächst am Akademischen Gymnasium und dann am Reithmanngymnasium in Innsbruck unterrichtete. Parallel dazu stellte Lesky bis 1959 seine Habilitationsschrift fertig und arbeitete von 1962 bis 1965 zudem als Hochschulassistent an der Universität Innsbruck. Ende 1965 wurde er zum Professor an die 1967 in Universität Stuttgart umbenannte Technische Hochschule Stuttgart berufen, wo er bis zu seiner Emeritierung 1992 blieb und den Lehrstuhl des Mathematischen Instituts A als Geschäftsführender Direktor leitete.
Lesky war viele Jahre Mitglied des Großen Senats und 1982 bis 1986 dessen Vorsitzender, mehrfach Dekan und Institutsdirektor sowie Vorsitzender des Prüfungsausschusses. Zudem arbeitete er in der Lehrplankommission Baden-Württemberg mit und führte zahlreiche Lehrerfortbildungen durch. Bis zu seinem Tod im Februar 2008 betrieb er weitere Forschungsprojekte auf seinem Fachgebiet.
Peter Albin Lesky, ein Großneffe des Komponisten Robert Stolz, war ein begeisterter Musikliebhaber, Bergsteiger und Skifahrer. Er war verheiratet und ist der Vater von Peter Heinrich Lesky (* 1959), ebenfalls Mathematiker an der Universität Stuttgart.

## Wissenschaftliche Tätigkeit
Während seiner akademischen Laufbahn war Lesky vor allem auf dem Gebiet der Orthogonalen Polynome und Hypergeometrischen Funktionen tätig. Er war Mitautor bei 13 Büchern und Monografien sowie 80 zumeist deutschen Artikeln und 14 der von ihm betreuten 17 Doktoranden verfassten Dissertationen zu diesen Themen.

## Schriften (Auswahl)
- Die Beziehungen zwischen orthogonalen Polynomen, deren Orthogonalitätsintervalle übereinstimmen. In: Österreichische Akademie der Wissenschaften – Mathematisch-naturwissenschaftliche Klasse. Sitzungsberichte, Abt. 2, Bd. 170, H. 1/4, 1962, ISSN 0029-8816, S. 11–34 (Auch als Sonderabdruck).
- Die Orthogonalisierung der x-Potenzen mit ganzzahligen Exponenten, unter denen s [s=1, 2, 3, ...] aufeinanderfolgende fehlen. In: Österreichische Akademie der Wissenschaften – Mathematisch-naturwissenschaftliche Klasse. Sitzungsberichte, Abt. 2, Bd. 170, H. 5/7, 1962, S. 151–162 (Auch als Sonderabdruck).
- Orthogonale Polynomketten als Lösungen Sturm-Liovuillescher Differentialgleichungen. In: Österreichische Akademie der Wissenschaften – Mathematisch-naturwissenschaftliche Klasse. Sitzungsberichte, Abt. 2, Bd. 173, H. 5/8, 1964, S. 181–193 (Auch als Sonderabdruck).
- Orthogonale Polynome als Lösungen Heunscher Differentialgleichungen. In: Österreichische Akademie der Wissenschaften – Mathematisch-naturwissenschaftliche Klasse. Sitzungsberichte, Abt. 2, Bd. 173, H. 9/10, 1965, S. 259–267 (Auch als Sonderabdruck).
- (mit Wolfgang Gröbner) Mathematische Methoden der Physik. 2 Bände. Bibliographisches Institut, Mannheim 1964–1965 (BI-Hochschultaschenbücher 89–90/90a).
- (mit Jörg Brenner) Grundlagen einer strukturell betonten Schulmathematik. Raeber, Luzern u. a. 1972 (Einzelschriften zur Gestaltung des mathematisch-physikalischen Unterrichtes 8, ISSN 0422-8014).
- (mit Ernst Kühner) Grundlagen der Funktionalanalysis und Approximationstheorie. Vandenhoeck und Ruprecht, Göttingen 1977, ISBN 3-525-40539-1 (Moderne Mathematik in elementarer Darstellung 17).
- (mit Jörg Brenner und Alfred Vogel) Wahrscheinlichkeitsrechnung und Statistik. 1. Auflage, Klett, Stuttgart 1980, ISBN 3-12-920551-9.
- (mit Jörg Brenner und Alfred Vogel) Wahrscheinlichkeitsrechnung und Statistik. 2. Auflage, Klett, Stuttgart 1982.
- (mit Jörg Brenner und Alfred Vogel) Wahrscheinlichkeitsrechnung und Statistik. 3. Auflage, Klett, Stuttgart 1983.
- Eine Charakterisierung der klassischen kontinuierlichen-, diskreten- und q-Orthogonalpolynome. Shaker, Aachen 2005, ISBN 3-8322-3796-8 (Berichte aus der Mathematik).
- (mit Roelof Koekoek und René F. Swarttouw) Hypergeometric Orthogonal Polynomials and Their q-Analogues. Springer, Berlin Heidelberg 2010, ISBN 978-3-642-05014-5 (Springer Monographs in Mathematics).